# سرود رسمی باشگاه فوتبال استقلال تهران
سرود رسمی باشگاه فوتبال استقلال تهران نام ترانه‌ای است که توسط باشگاه استقلال و با مشارکت هنرمندانی همچون سعید عرب، حسام کارآموز و بابک جهانبخش منتشر شد.

## انتشار
این ترانه نخستین بار در اردیبهشت ۱۳۹۲ در ورزشگاه آزادی و در زمان برگزاری جشن قهرمانی این تیم در لیگ برتر ۹۲–۱۳۹۱ پخش شد. سپس در حالی که از سوی باشگاه استقلال خبرهایی مبنی بر انتشار این ترانه در اسفند ۱۳۹۲ و همزمان با بازی‌های استقلال در لیگ قهرمانان آسیا ۲۰۱۴ بود، این ترانه بسیار دیرتر و در مرداد ۱۳۹۳ منتشر شد. انتشار این ترانه بدون هماهنگی با دست‌اندرکارانش بود و اعتراض آنان را نیز به دنبال داشت.

## پرسنل
خوانندگان
- سعید عرب
- حسام کارآموز
- بابک جهانبخش

ترانه‌سرا
- افشین یداللهی

نوازندگان
- امید حاجیلی - ترومپت
- بهنام حکیم - گیتار
- پیام طونی - ویولن

دکلمه
- پویا امینی